# Utlandstjänst
Utlandstjänst  innefattar tjänstgöring för svenska soldater och officerare utomlands.

## Tjänstegrenar

### Observatör
Officerare tjänstgör ofta som obeväpnade observatörer i olika delar av världen. Observatörens uppgift brukar i huvudsak vara att övervaka att två länder inte bryter mot ett fredsavtal eller ett ingånget vapenstillestånd. Exempel på platser där Sverige har observatörer är Israel och Korea.

### Stridande förband
Sverige sänder även officerare och soldater till platser där det är oroligt. Den utskickade styrkan har då mandat att bruka våld om så behöver. Exempel på platser där Sverige har skickat stridande/fredsframtvingande förband är Kosovo och Afghanistan.